# Прииск

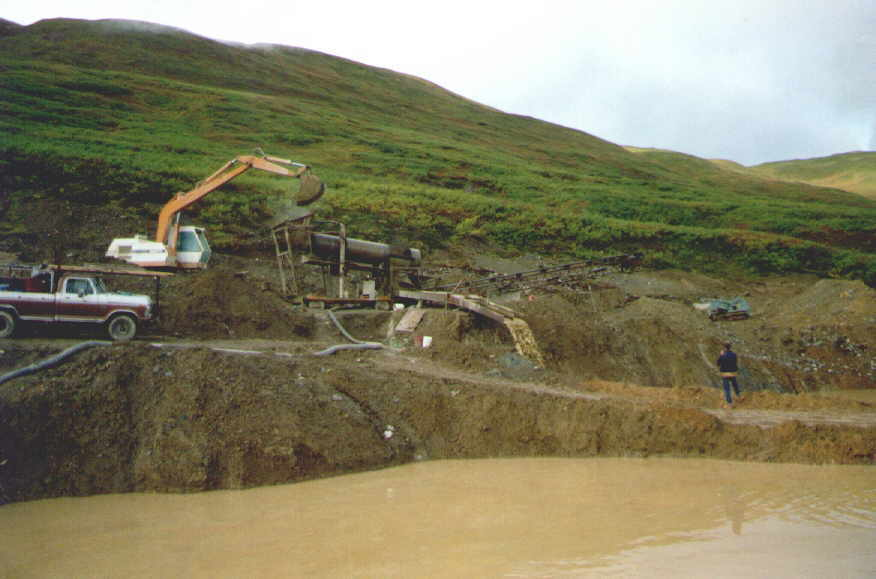
Золотой прииск на Аляске

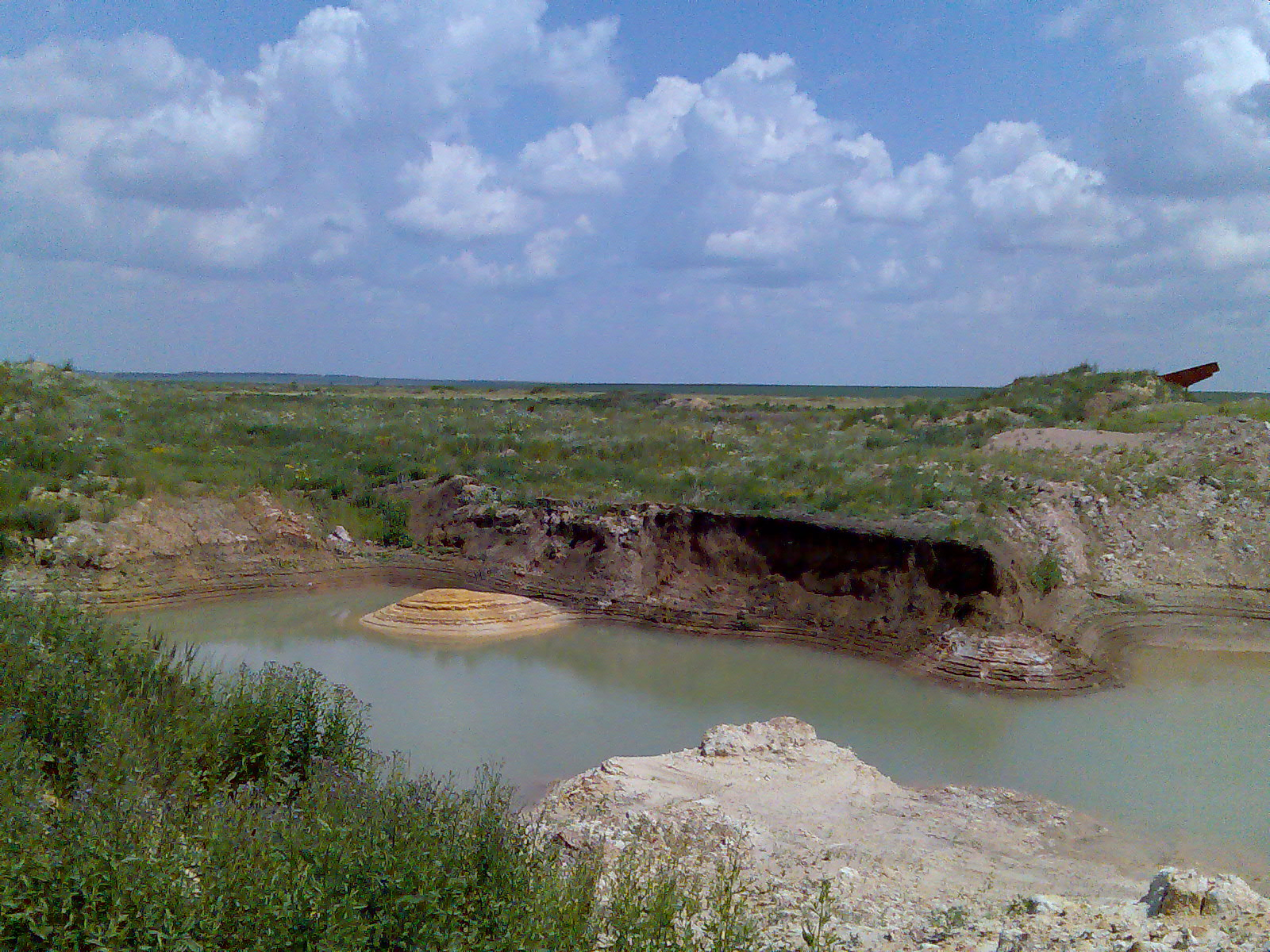
Заброшенный золотой прииск

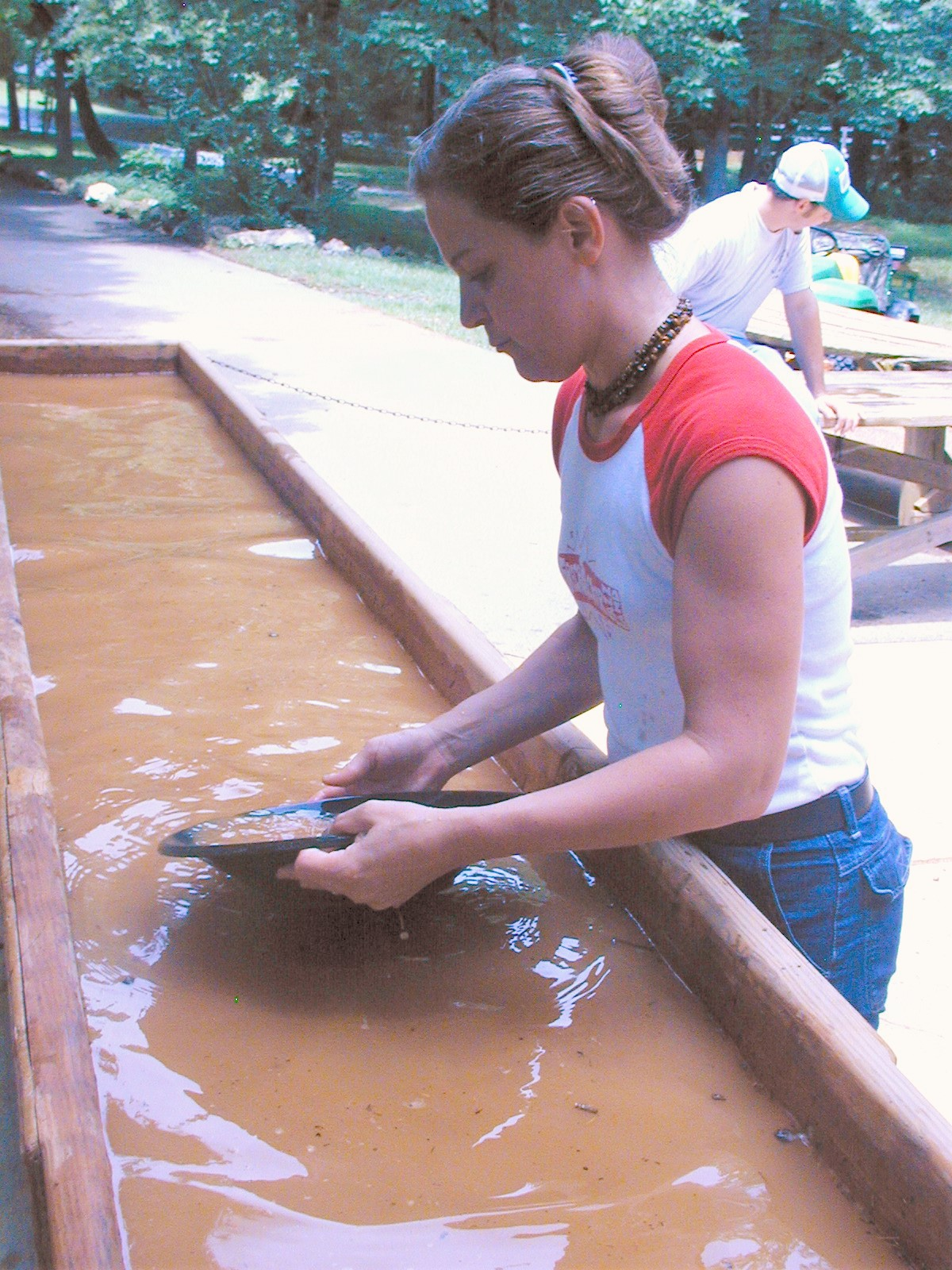
Промывка золота

При́иск — горнодобывающее предприятие, производящее разработку россыпных месторождений золота, платины, олова, драгоценных камней и других полезных ископаемых.
В начале XIX века прииском называли территорию, где группа старателей разрабатывала небольшое россыпное месторождение полезных ископаемых или его участок. В словаре В. И. Даля указано что прииск — то, что прии́скано, найдено, открыто, отыскано, или место, где что-либо приискивается, находится.

## История
К концу 1830-х годов в Российской империи — России действовало несколько сотен приисков: государственных, частных и организованных группами старателей. По мере расширения масштабов горных работ и создания специальной техники происходило укрупнение приисков и преобразование их в горнодобывающие предприятия. Современные прииски обычно оснащены высокопроизводительным оборудованием (драгами, экскаваторами, бульдозерами, скреперами, промывочными установками) и перерабатывают ежегодно до нескольких десятков миллионов кубометров горной массы.

## Классификация
Различают прииски с открытой, дражной, гидравлической и подземной добычей песков. Как правило, на приисках проводится разработка россыпных месторождений одновременно различными способами. По объёму горных работ прииски подразделяются на категории. Обычно в состав прииска входят несколько (иногда 5—6 и более) горно-эксплуатационных участков, а также геолого-разведочная, производственно-техническая, энергетическая, транспортная службы и др. На отдалённых участках обычно создают жилые посёлки, инфраструктуру, обеспечивающую возможность самостоятельной работы в течение длительного времени.

## Функционирование
Особенности работы прииска предопределяются спецификой условий залегания и разработки россыпей. Ко времени организации прииска разведана бывает обычно только часть запасов в его горном отводе. Остальная (обычно бо́льшая) часть запасов разведуется уже в период работы прииска. Рассредоточенность добычных и геологоразведочных работ существенно затрудняет организацию производства на прииске. Большинство приисков расположены в районах с суровыми климатическими условиями, поэтому на них обычно применяется сезонная организация работ с круглогодовым режимом производства и выполнением различных видов работ в наиболее благоприятные периоды года.
Предприятия, разрабатывающие редкометалльные и янтарные россыпи, приисками, как правило, не называют.